# Günter Oesterle
Günter H. Oesterle (* 13. August 1941 in Stuttgart) ist ein deutscher Literatur- und Kulturwissenschaftler.

## Leben
Günter Oesterle wurde in Stuttgart geboren und ist dort aufgewachsen. Er studierte Germanistik, Geschichte, Politik und Philosophie in Tübingen, Freiburg und Gießen, u. a. bei Erwin Rotermund, Wolfgang Preisendanz und Clemens Heselhaus. 1971 wurde er an der Universität Würzburg mit der Arbeit „Integration und Konflikt. Die Prosa Heinrich Heines im Kontext oppositioneller Literatur der Restaurationsepoche“ promoviert. Seit 1974 ist er Professor für Neuere deutsche Literatur und Kulturwissenschaft am Institut für Germanistik der Justus-Liebig-Universität Gießen. 2006 wurde er emeritiert.
Günter Oesterle war in mehreren fachübergreifenden Forschungsverbünden aktiv. Er gehörte zu dem Teilnehmerkreis der interdisziplinären Forschergruppe „Poetik und Hermeneutik“ (1963–1994). An der Justus-Liebig-Universität Gießen war er von 1997 bis 2006 Sprecher des Graduiertenkollegs „Klassizismus und Romantik im europäischen Kontext“ (GRK 412). Von 2001 bis 2004 war er Sprecher des Sonderforschungsbereichs „Erinnerungskulturen“ (SFB 434), in dem er zunächst ein Teilprojekt „Erinnern und Erfinden“ (1997–2002) und anschließend ein Teilprojekt „Andenken und Eingedenken“ (2002–2008) leitete.
Während und nach seiner Lehrtätigkeit an der Universität Gießen hatte Günter Oesterle zahlreiche Gastprofessuren inne: 1981/1982 an der University of Wisconsin–Madison, 1984 an der Philipps-Universität Marburg, von 2004 bis 2005 den Walter-Benjamin-Lehrstuhl an der Hebrew University in Jerusalem, 2011 die Max-Kade-Gastprofessur an der Columbia University in New York und 2012 eine Gastprofessur an der Beihang University in Peking.
Nach seiner Emeritierung wurde er mit mehreren Senior Fellowships ausgezeichnet: von 2008 bis 2009 am Freiburg Institute for Advanced Studies (FRIAS), von 2009 bis 2010 am Gutenberg Forschungskolleg in Mainz (GFK) und von 2010 bis 2011 am Internationalen Forschungszentrum Kulturwissenschaften in Wien (IFK). Im Sommersemester 2020 war Günter Oesterle Senior Professor an der Goethe-Universität Frankfurt am Main.
Günter Oesterle ist seit 1967 verheiratet und hat eine Tochter, die Historikerin Jenny Rahel Oesterle-El Nabbout.

## Forschungsschwerpunkte
Günter Oesterles Forschungsschwerpunkte liegen im Feld der Kulturpoetik im epochalen Gefüge von Klassizismus, Romantik und Vormärz:
- die ‚Nicht mehr schönen Künste‘ (Komisches und Hässliches, Arabeske, Groteske, Karikatur, Capriccio),
- intermediale Konstellationen von Texten, Bildern, Dingen und Räumen (Kulturpoetik des Gartens, Interieurs, Andenkens),
- deutsch-französische Kulturbeziehungen (Politische Publizistik, Salonkultur, Reiseliteratur),
- Gedächtnistheorie und Erinnerungskultur.

## Veröffentlichungen
- Eine vollständige Liste der wissenschaftlichen Publikationen findet sich auf der Webseite von Günter Oesterle an der JLU Gießen.[11]
- Retrodigitalisierte Aufsätze (109 Titel; Stand: 18. Februar 2023) bereitgestellt auf dem Publikationsserver der Universitätsbibliothek der Goethe-Universität Frankfurt am Main (OPuS).

### Regelmäßige Herausgeberschaften
- 1991–2007 Mitherausgeber der Zeitschrift „Athenäum. Jahrbuch für Romantik“, Schöningh, Paderborn
- 1995–2015 Mitherausgeber der Reihe „Schriften der Stiftung für Romantikforschung“, Königshausen & Neumann, Würzburg
- 2004–2008 Herausgeber der Reihe „Formen der Erinnerung“, Vandenhoeck & Ruprecht, Göttingen
- Seit 2019: Mitherausgeber der „Handlichen Bibliothek der Romantik“, Secession, Zürich/Berlin

### Aufsätze (Auswahl)
- „Vorbegriffe zu einer Theorie der Ornamente“. Kontroverse Formprobleme zwischen Aufklärung, Klassizismus und Romantik am Beispiel der Arabeske. In: Herbert Beck, Peter C. Bol u. a. (Hg.): Ideal und Wirklichkeit der bildenden Kunst im späten 18. Jahrhundert, Berlin 1984, S. 119–139.
- Arabeske, Schrift und Poesie in E.T.A. Hoffmanns Kunstmärchen „Der goldne Topf“. In: Athenäum. Jahrbuch für Romantik 1 (1991), S. 69–107.
- Arabeske/Groteske/Karikatur. In: Christine Lubkoll, Harald Neumeyer (Hg.): E.T.A. Hoffmann Handbuch. Leben – Werk – Wirkung. Stuttgart 2015, S. 339–345.
- Art. Arabeske. In: Karlheinz Barck, Martin Fontius u. a. (Hg.): Ästhetische Grundbegriffe. Historisches Wörterbuch in sieben Bänden, Stuttgart 2000, Bd. 1, S. 272–286.
- Karikatur als Vorschule von Modernität. Überlegungen zu einer Kulturpoetik der Karikatur mit Rücksicht auf Charles Baudelaire. In: Silvio Vietta, Dirk Kemper (Hg.): Ästhetische Moderne in Europa, München 1998, S. 259–286.
- Das Groteskkomische. In: Uwe Wirth (Hg.): Komik. Ein interdisziplinäres Handbuch, Stuttgart 2017, S. 35–42.
- Art. Grotesk (zus. mit Rolf Haaser). In: Georg Braungart, Harald Fricke  u. a. (Hg.), Reallexikon der deutschen Literaturwissenschaft, Berlin 1997, Bd. 1, S. 745–748
- Souvenir und Andenken. In: Der Souvenir. Erinnerungen in Dingen von der Reliquie zum Andenken. (Ausst.-Kat. Museum für Angewandte Kunst Frankfurt, 29. Juni–29. Oktober 2006; Museum für Kommunikation Frankfurt, 29. Juni–10. September 2006), Köln 2006, S. 16–45.
- Zu einer Kulturpoetik des Interieurs im 19. Jahrhundert. In: Zeitschrift für Germanistik NF XXIII/3 (2013), S. 543–557.
- Skizze einer Kulturgeschichte des kleinen Gartenhauses. In: Hubertus Fischer, Sigrid Thielking und Joachim Wolschke-Bulmahn (Hg.): Reisen in Parks und Gärten. Umrisse einer Rezeptions- und Imaginationsgeschichte. (CGL-Studies; 11), München 2012.
- „Unter dem Strich“. Skizze einer Kulturpoetik des Feuilletons im neunzehnten Jahrhundert. In: Jürgen Barkhoff, Gilbert Carr und Roger Paulin (Hg.): Das schwierige 19. Jahrhundert. Germanistische Tagung zum 65. Geburtstag von Eda Sagarra im August 1998, Tübingen 2000, S. 229–250.
- Friedrich Schlegels Reise nach Frankreich als romantisch-ethnographisches Projekt (zus. mit Ingrid Oesterle). In: David Wellbery (Hg.): Kultur-Schreiben als romantisches Projekt. Romantische Ethnographie im Spannungsfeld zwischen Imagination und Wissenschaft, Würzburg 2012, S. 275–292.
- Annette von Droste-Hülshoffs lyrische "Versuche im Komischen". In: Claudia Liebrand, Irmtraud Hnilica und Thomas Wortmann (Hg.): Redigierte Tradition. Literaturhistorische Positionierungen Annette von Droste-Hülshoffs, Paderborn 2010, S. 253–270.
- Das Komischwerden der Philosophie in der Poesie. Literatur-, philosophie- und gesellschaftsgeschichtliche Konsequenzen der „voie physiologique“ in Georg Büchners Woyzeck. In: Georg Büchner Jahrbuch 3 (1983), S. 200–239 (Themenheft: Hubert Gersch, Thomas Michael Mayer und Günter Oesterle (Hg.): Internationales Georg Büchner Symposium. Ergebnisse und Perspektiven der Forschung. Darmstadt 25.–28. Juni 1981).
- Ästhetische Verfahren in Klassizismus, Romantik und Vormärz. Georg Büchners poetische Verarbeitung zeitgenössischer poetischer Vorgaben. In: Roland Borgards und Harald Neumeyer (Hg.): Georg Büchner Handbuch. Epoche – Werk – Wirkung, Stuttgart 2009, S. 299–305.